# Manuel Salazar Palma
Manuel Salazar Palma (Granada, 1 de agosto de 1953) es un antiguo diplomático español. Fue embajador de España en Croacia (2005-2010) y en la República Democrática Federal de Etiopía (2020-2023).

## Biografía
Después de Licenciarse en Derecho en la Universidad Autónoma de Madrid, ingresó en la carrera diplomática en 1981. 
Estuvo destinado en las representaciones diplomáticas españolas en Irak, Zimbabue y Francia, y fue vocal Asesor del Departamento Internacional en el Gabinete de la Presidencia del Gobierno y subdirector general de Coordinación para las Relaciones Institucionales de la Unión Europea.
Posteriormente ha sido cónsul general de España en Jerusalén (1998-2002) y en Río de Janeiro (2015-2018), subdirector general de Comunicación Exterior (2003-2005); Embajador de España en Croacia (2005-2010), segundo jefe en la Embajada en Rusia (2011-2015) y director de Relaciones con la Santa Sede y Obra Pía en el Subsecretaría del Ministerio de Asuntos Exteriores, Unión Europea y Cooperación.
Posteriormente fue embajador de España en la República Democrática Federal de Etiopía (2020-2023).